# Cymothoe ochreata
Cymothoe ochreata är en fjärilsart som beskrevs av Smith 1890. Cymothoe ochreata ingår i släktet Cymothoe och familjen praktfjärilar. Inga underarter finns listade i Catalogue of Life.